# Mega Victoria
Il Mega Victoria è un traghetto in servizio per conto della compagnia di navigazione Corsica Ferries - Sardinia Ferries.

## Caratteristiche
La nave è lunga 170 metri e larga 28. La propulsione è affidata a quattro motori diesel Wärtsilä-Pielstick 12PC26V-400, che forniscono una potenza complessiva di 24000 kW (32500 cv) consentendo al traghetto di raggiungere una velocità massima di 21,5 nodi. L'unità può trasportare fino a 2400 passeggeri e 450 autoveicoli e dispone a bordo di un totale di 460 cabine, tre ristoranti, due bar, una caffetteria, una boutique e una sala conferenze.

## Servizio

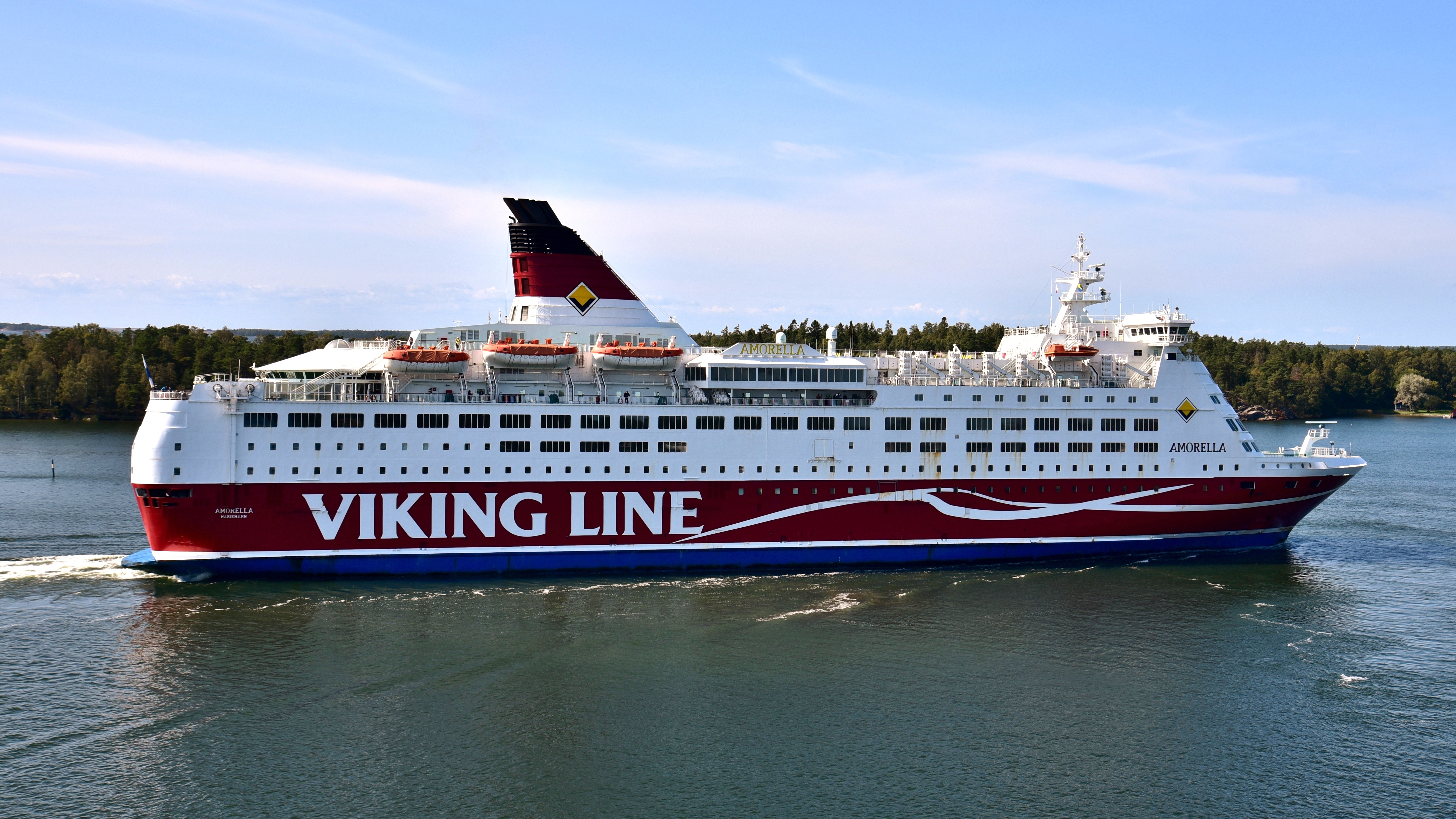
LAmorella in arrivo a Mariehamn nel 2019.

Il traghetto fu commissionato nel 1986 dalla compagnia di navigazione finlandese SF Line al cantiere navale Brodosplit di Spalato, in Croazia. Lo Stato finlandese si offrì di sovvenzionare la costruzione del traghetto se la commessa fosse passata a un cantiere navale in Finlandia, una pratica diffusa in quei tempi e volta a salvaguardare i posti di lavoro nel paese, ma SF Line non accettò l'offerta e confermò l' investimento in Croazia. Varata il 18 luglio 1987 con il nome di Amorella, la nave fu consegnata al committente solamente il 28 settembre 1988 a causa di alcuni ritardi nella costruzione. Il 14 ottobre seguente la nave entrò in servizio sulla rotta Turku-Mariehamn-Stoccolma, che mantenne stabilmente per 33 anni salvo poche sporadiche eccezioni.

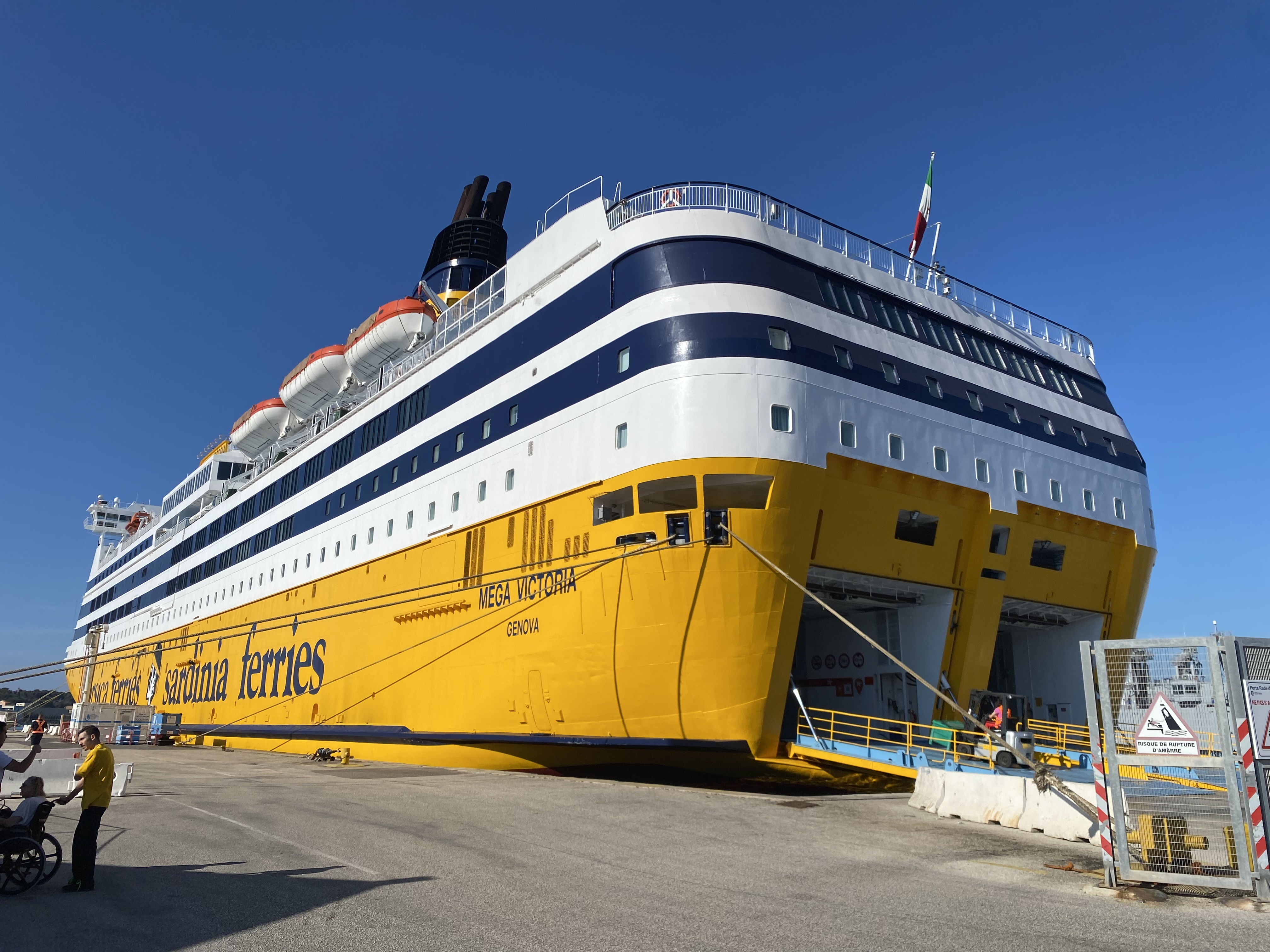
Il Mega Victoria al porto di Tolone nel 2023.

Nel 2017 la compagnia proprietaria, che nel 1995 aveva cambiato nome in Viking Line, annunciò la volontà di sostituire l'Amorella con un nuovo traghetto, la cui costruzione fu commissionata nel medesimo anno. Battezzata Viking Glory, la nuova unità fu consegnata all'operatore finlandese nel gennaio 2022, ma l'Amorella rimase contestualmente in servizio spostandosi sulla rotta Helsinki-Stoccolma a partire dal 1º aprile 2022. Il 5 agosto dello stesso anno venne ufficializzata la vendita del traghetto alla compagnia italo-francese Corsica Ferries - Sardinia Ferries, che già l'anno precedente aveva acquistato un'altra nave di Viking Line, la Mariella. Giunta in Italia il 3 ottobre, l'Amorella cambiò nome in Mega Victoria il 17 ottobre e fu successivamente sottoposta a lavori di ristrutturazione presso il cantiere navale Zincaf di Genova. Ultimati i lavori, la sera del 19 maggio 2023 la nave iniziò il servizio per la nuova compagnia sulla rotta Savona-Bastia.
Durante il 2023 opera sulle tratte Livorno-Golfo Aranci, Livorno-Bastia, Bastia-Tolone Tolone-Porto Torres, Nizza-Tolone e La Seyne-sur-Mer.
Dal 21 marzo al 21 maggio 2024 è stato in disarmo nel porto di Genova. Dal giorno seguente torna in servizio.

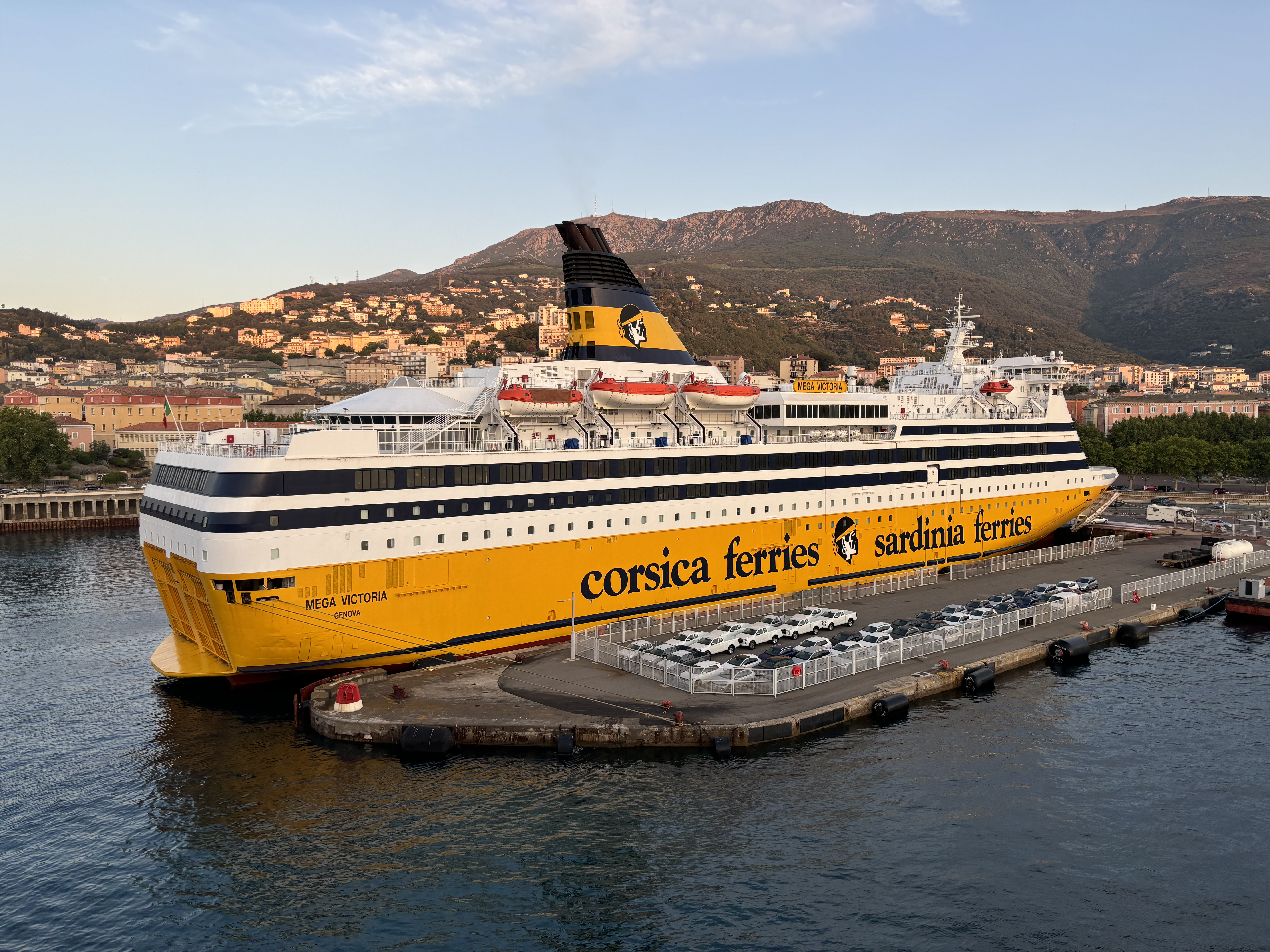
Il Mega Victoria ormeggiato di prua a Bastia.

## Incidenti
Il 1º febbraio 1993 la nave urtò il fondale marino nei pressi di Stoccolma, riportando danni allo scafo. Il traghetto cominciò a imbarcare acqua e registrò perdite di carburante da un serbatoio danneggiato, ma riuscì comunque a raggiungere in autonomia il porto di Stoccolma, dove scaricò passeggeri e autoveicoli prima di ripartire verso il porto di Naantali, ove fu sottoposto alle dovute riparazioni. 
Il 27 febbraio 1995 scoppiò un incendio in una delle cabine, prontamente spento dai membri dell'equipaggio. 
Il 10 ottobre 2001 un altro incendio divampò in una cabina mentre il traghetto era in navigazione, ma anche in questa occasione l'equipaggio riuscì a estinguerlo.
Il 19 maggio 2005 si verificò un altro incendio a bordo, stavolta scaturito da un veicolo parcheggiato nel garage e anche in questo caso spento dai membri dell'equipaggio.
Il 4 marzo 2010 l'Amorella rimase bloccata insieme ad altre navi in una zona di mare ghiacciata. Un rompighiaccio intervenne per liberare il traghetto, ma durante le manovre l'Amorella si scontrò con la nave da carico Finnfellow, di proprietà della compagnia Finnlines, riportando danni estesi; nessun passeggero delle due imbarcazioni rimase comunque ferito. 
Il 14 dicembre 2013, mentre stava navigando in prossimità delle Isole Åland, l'Amorella subì un improvviso blackout, perse l'utilizzo dei motori e del timone e si incagliò con circa 2000 passeggeri a bordo, riportando una falla in un serbatoio di zavorra a prua. Dopo essere rimasta bloccata per dodici ore, la nave fu in grado di riprendere e concludere il suo viaggio verso Mariehamn, per poi essere trasferita al porto di Rauma dove venne riparata.
Il 20 settembre 2020 l'Amorella urtò il fondale marino presso le Isole Åland e riportò una falla sotto la linea di galleggiamento. La nave fu fatta intenzionalmente arenare di fronte all'isola di Järsö e le 281 persone a bordo furono tempestivamente evacuate e portate a terra. Tre giorni dopo il traghetto fu rimorchiato fino al porto di Långnäs, dove scaricò autoveicoli e merci, per poi essere spostato a Naantali, dove fu sottoposto ai lavori di riparazione.

## Navi gemelle
- Isabelle X (Bridgemans Services Group)
- Gabriella (Viking Line)
- Nordic Crown (Go Nordic Cruiseline)